# Bankhaus Metzler

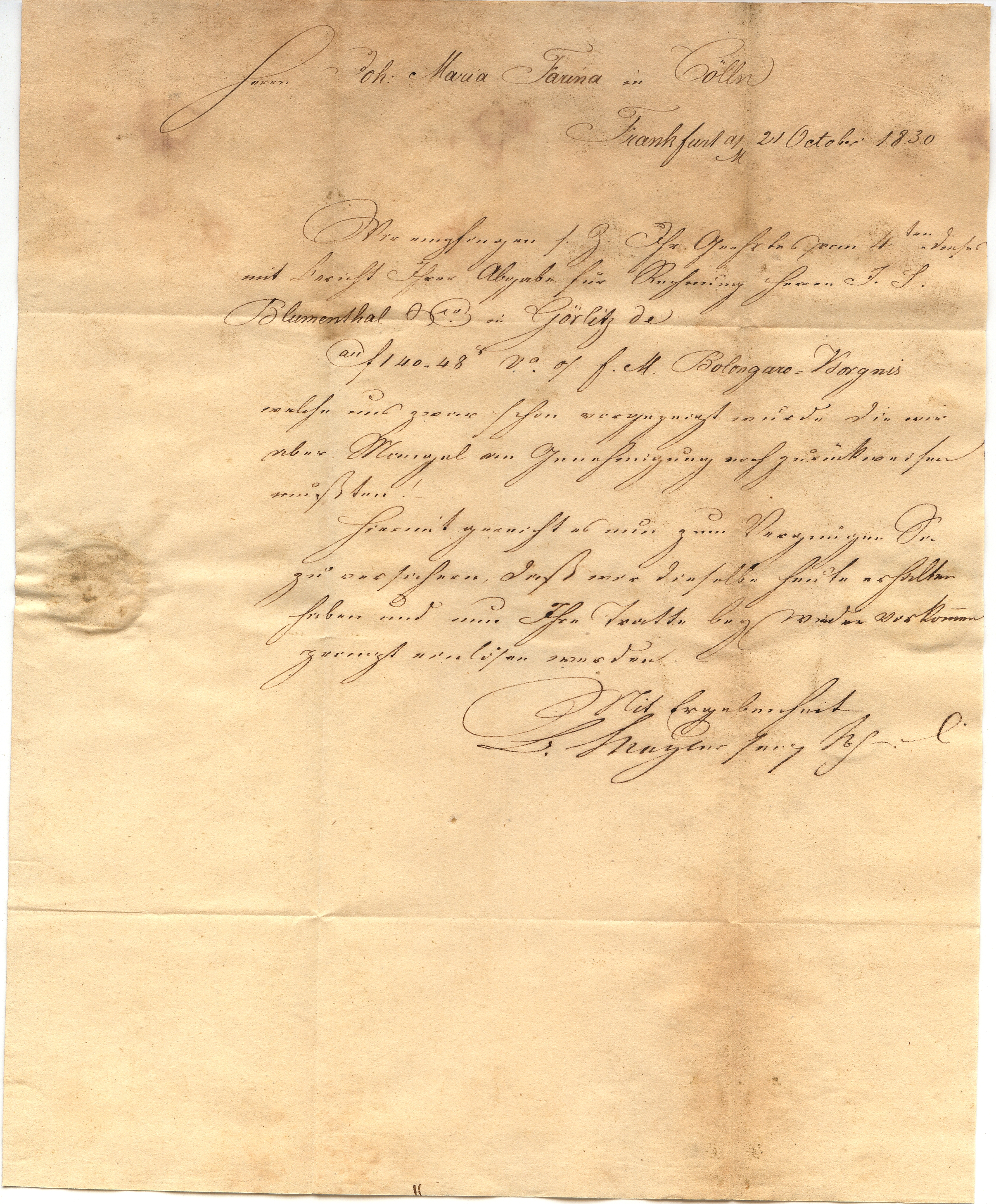
Brief an Johann Maria Farina gegenüber dem Jülichs-Platz in Köln, 1830

Die B. Metzler seel. Sohn & Co. Aktiengesellschaft ist eine Privatbank mit Sitz in Frankfurt am Main. Das Unternehmen ist seit seiner Gründung im Jahr 1674 in Besitz der Gründerfamilie.
Ab 1971 führte Friedrich von Metzler als persönlich haftender Gesellschafter das Bankhaus in der 11. Generation. Ende Mai 2018 schied er aus der Geschäftsleitung aus.

## Geschichte
Die Ursprünge des Bankhauses Metzler gehen auf ein im Jahr 1674 durch Benjamin Metzler gegründetes Handelsunternehmen zurück.
Der Name B. Metzler seel. Sohn & Co. leitet sich her vom Sohn des Firmengründers Benjamin Metzler, der durch diese Namensgebung an seinen verstorbenen (also seligen) Vater erinnern wollte.
Bereits Ende des 17. Jahrhunderts kam es aufgrund der bedeutenden Fernhandelsaktivitäten zu einer Koppelung von Waren- und Geldgeschäften.

### 18. Jahrhundert
Erste Geld- und Wechselgeschäfte der Firma sind seit dem Jahr 1728 nachweisbar. Im Jahr 1742 wurde ein Sohn des Gründers in den Frankfurter Börsenvorstand gewählt. Seitdem sind Inhaber des Bankhauses fast ununterbrochen im Leitungsorgan der Frankfurter Wertpapierbörse und der Deutschen Börse AG vertreten.
Die Entwicklung vom Handels- zum Bankhaus fand um 1760 weitgehend ihren Abschluss. 1769 wurde Friedrich Metzler Teilhaber der Familien-Firma, 1771 deren Leiter. Er stieg in das Geschäft mit Staatsanleihen ein. Es begann 1779 mit einer Anleihe zugunsten des Kurfürstentums Bayerns. Ihm folgten Kurpfalz als Anleihenehmer, 1795 das Königreich Preußen mit einer Anleihe von einer Million Gulden. Auch Sachsen-Meiningen und das Haus Nassau wurden ebenso wie das Haus Oranien Kunde von Metzler. Durch seine Geschäfte mit dem preußischen Königshaus wurde er mit dem Titel Königlich-preußischer geheimer Kommerzienrat ausgezeichnet.

### 19. Jahrhundert
Gegen Ende des 19. Jahrhunderts führte der Wettbewerb mit den neu gegründeten Aktienbanken zu einer strategischen Ausrichtung des Geschäfts auf die Kernkompetenzen einer Privatbank: Verzicht auf das bilanzwirksame Geschäft und Konzentration auf individuelle Finanzdienstleistungen. Die Vermögensverwaltung war dabei von besonderer Bedeutung.

### 20. Jahrhundert
Metzler schränkte zu Beginn des 20. Jahrhunderts das Kontokorrent- und Kreditgeschäft ein. Gleichzeitig wurde der Handel mit Wertpapieren gezielt ausgebaut.
Nach Ingo Köhler war das Bankhaus Metzler im Jahr 1938 an der zwangsweisen Arisierung jüdischer Bankhäuser beteiligt, so bei den Bankhäusern Bass & Herz, J. Dreyfus & Co. und Jacob S.H. Stern.
Das Bankhaus Metzler gewährte der Historikerin Andrea H. Schneider-Braunberger Zugang zu seinen Archiven. Sie arbeitete die Bestände der Bank durch, darunter ein 2014 zum Vorschein gekommenes Konvolut und weitere Archivalien der Bank aus der NS-Zeit, und kommt 2022 „auf Basis des neuen Materials zu völlig anderen Ergebnissen als ihr Kollege“. Sie publizierte in ihrem Buch Das Bankhaus Metzler im Nationalsozialismus, dass das Bankhaus Metzler tatsächlich nur mit zwei Arisierungsfällen in Berührung kam, die Ingo Köhler untersucht hat: die Bankhäuser J. Dreyfus & Co. und Bass & Herz. „In keinem Fall sei es zu einer Übernahme von Vermögenswerten gekommen“. Das Bankhaus Metzler habe kein jüdisches Bankhaus arisiert, jedoch sei es insofern „in die Verdrängung der Juden aus dem deutschen Wirtschaftsleben ... involviert“ gewesen, „als es jüdischen Bankiers half, ihre Häuser zu liquidieren.“ Schneider-Braunberger: „Man war Freund, Helfer und Unterstützer, vielleicht manchmal sogar Retter, auf der einen Seite und war zeitgleich durch die Rolle als Bank in einem diktatorischen System eben doch auch Unterstützer eben genau dieses Unrechtsstaates.“
Um die Unabhängigkeit langfristig zu sichern sowie die Kapitalbasis zu stärken, wurde das Unternehmen 1986 von einer Personengesellschaft zu einer Kapitalgesellschaft in Form einer Kommanditgesellschaft auf Aktien umgewandelt. Damit wurde die für eine Privatbank charakteristische persönliche Haftung der Geschäftsleitung beibehalten.
Im gleichen Zug wurde die B. Metzler seel. Sohn & Co. Holding AG als Muttergesellschaft einer Holding nach angelsächsischem Vorbild errichtet.
Die verschiedenen Geschäftsfelder liegen seitdem in der Verantwortung selbstständiger Tochtergesellschaften der Bank. Im Jahr 1994 wurde die B. Metzler GmbH gegründet, in der die Corporate-Finance-Beratung zusammengefasst ist.
Die Geschichte der Bank im 20. Jahrhundert war weitgehend von Albert von Metzler geprägt.

### 21. Jahrhundert
Im Jahr 2001 wurde eine Geschäftsstelle in Tokio, 2009 eine weitere in Peking eröffnet. 2007 feierte das Bankhaus Metzler sein 333. Jubiläum.
Die ausschließlich im Besitz der Gründerfamilie befindliche Bank veröffentlichte im Konzernabschluss zum Geschäftsjahr 2022 folgende Zahlen:
- Bilanzsumme: 8,3 Milliarden Euro
- Verwaltetes Vermögen im Asset Management: 69 Milliarden Euro
- Kernkapitalquote: > 20 %
- Bilanzgewinn: 2,31 Millionen Euro

Die Zahl der Mitarbeiter lag Ende 2022 bei 800. Das Bankhaus möchte weiter selbstständig bleiben, einer von der Wirtschaftspresse angesprochenen Fusion mit einer anderen Privatbank wurde mehrfach eine deutliche Absage erteilt. Im April 2021 kündigte Metzler an, seine gesellschaftsrechtliche Struktur neu zu ordnen und zu verschlanken. Im Juni wurde die Rechtsform der Bank von einer Kommanditgesellschaft auf Aktien in eine Aktiengesellschaft geändert. Alle Aktien befinden sich in Familienbesitz.

## Geschäftsfelder
Metzler konzentriert sich auf Kapitalmarktdienstleistungen für Institutionen und Privatkunden in den Kerngeschäftsfeldern Asset Management, Capital Markets, Corporate Finance und Private Banking. Zu den Kunden des Metzler Asset Managements gehört die Versorgungsanstalt des Bundes und der Länder. Neben der Vermögensverwaltung für vermögende Privatpersonen und institutionelle Kunden ist Metzler auch im Publikumsfondsgeschäft aktiv.
Das Bankhaus Metzler unterhält mit seinen rund 800 Mitarbeitern Filialen bzw. Tochtergesellschaften in Düsseldorf, Hamburg, München, Stuttgart, Atlanta, Los Angeles, Peking, Seattle und Tokio.

## Persönlich haftende Gesellschafter
In der Geschichte des Hauses waren immer wieder auch persönlich haftende Gesellschafter aktiv, die nicht Mitglieder der Familie Metzler waren, darunter:
- Johann Zwirlein (1687 bis 1698)
- Gottfried Malß (1757 bis 1771)
- Hans Hermann Reschke (1982 bis 1999)
- Emmerich Müller (2005 bis 2021)
- Harald Illy (2012 bis 2021)
- Michael Klaus (2012 bis 31. März 2020)
- Johannes Reich (2012 bis 2017)
- Gerhard Wiesheu (2016 bis 2021)

Mit der Umwandlung in eine Aktiengesellschaft im Jahr 2021 wurden die persönlich haftenden Gesellschafter zu Vorständen der B. Metzler seel. Sohn & Co. AG bestellt.